# Шенье, Мари-Жозеф
Мари-Жозеф Блез Шенье (фр. Marie-Joseph Blaise de Chénier; 11 февраля 1764, Константинополь — 10 января 1811, Париж) — французский драматург и политический деятель.

## Биография
Родился в семье дипломата Луи Шенье. Его старшие братья Луи был военным, а Андре был поэтом.
Недолго служил в армии.
Первое его произведение — двухактная комедия «Edgar ou le page sypposé» (написана в 1783 году), поставленная в Париже в 1785 году, — не имело успеха. В следующем году также не имела никакого успеха его трагедия «Azémire». В течение нескольких лет Шенье работал над двумя трагедиями: «Charles IX» и «Henri VIII», но они не были допущены цензурой к постановке на сцене вплоть до начала революции. В защиту свободы театра Шенье в 1789 году напечатал две брошюры: «La liberté des théâtres en France» и «Dénonciation des inquisiteurs de la pensée». Цензор драматических произведений Сюар, задетый в последнем памфлете, отвечал анонимной статьёй в «Journal de Paris». Шенье выступил против Сюара с новым резким памфлетом «A messieurs les Parisiens sur la tragédie de Charles IX». Шум, поднятый вокруг пьесы Шенье, вызвал к ней особое внимание парижской публики, и когда 4 ноября «Карл IX» наконец появился на сцене, колоссальный успех превзошёл все ожидания; публика с восторгом подхватывала многочисленные намеки на политические обстоятельства, например фразы против гнета и злоупотреблений властей и т. п. Тальма в роли Карла IX был великолепен, создав полный жизни тип мучимого угрызениями совести короля-убийцы. 33 первых представления дали небывалый для того времени сбор в 128 тысяч франков. В среде самого товарищества артистов «Comédie Française», находившегося под влиянием придворных сфер, «Карл IX» был встречен враждебно. Пьесу сняли с репертуара; это вызвало волнение в труппе; дело дошло до дуэли между Тальмой, сочувствовавшим революционным идеям, и актёром Ноде. Тальма, с другими лучшими силами труппы, выступил из товарищества и открыл новый театр, получивший название «Théâtre Français» и сохранившийся на том же месте до наших дней. Для открытия его была поставлена трагедия Шенье «Henri VIII», также полная политических намеков, но не имевшая уже такого шумного успеха, как «Charles IX».
Следующая пьеса Шенье: «Jean Calas ou l’Ecole des Juges» выдержала на сцене «Théâtre Français» только три представления; крайне напыщенный стиль и преувеличенный пафос претили даже публике, привыкшей к патетическим декламациям тогдашней французской сцены. Крупный успех имела его пьеса «Cajus Gracchus» (1792), направленная, по мысли автора, против умеренных, но вызвавшая фразой Des lois et non du sang!.., намекавшей на террор, несколько яростных нападок в конвенте. В следующем году Шенье поставил одноактную пьесу "Triomphe de la République ou le Camp de Grandpré ", с музыкой Госсека и балетом Горделя. Следующие два произведения Шенье «Fénelon ou les Religieuses de Cambrai» (5-актная трагедия) и «Timoléon» (3-актная трагедия с хорами, для которых музыку написал Мегюль) подверглись преследованиям со стороны конвента; инкриминировались фразы об умеренности и терпимости и протесты против деспотизма и террора. Первая пьеса, после нескольких представлений и огромного успеха, выпавшего на долю игравшего заглавную роль Монвеля, была снята с репертуара, а вторая по приказу комитета общественного спасения воспрещена к постановке во время репетиций, и сама рукопись сожжена. В эту эпоху Шенье достиг апогея своей популярности; последней он обязан был не только сцене, но и другим произведениям. Особенную славу ему создал его «Le Chant du Départ» (1794, с музыкой Мегюля), сделавшийся народной песнью, в то время почти столь же распространённой, как и «Марсельеза»; публике нравились также его «Hymnes à la Raisón», «Hymnes à l’Etre supreme», «Au Neuf Thermidor», «Dix Août», «Pour la pompe funè bre de Hoche».
Член Якобинского клуба, Шенье был избран в национальный конвент. Примкнул к монтаньярам, голосовал за казнь короля Людовика XVI. Участвовал в издании закона 14 нивоза III года республики (3 января 1795 года) о пособиях для литераторов, в учреждении национального института музыки (28 июля 1795 года), в амнистии для политических преступников, в декрете о перенесении праха Лепелетье, Декарта и Марата в Пантеон.
В крайне тяжкое положение его поставил арест его двух братьев Андре и Луи и присуждение первого к смертной казни. Неуверенный в собственной безопасности, он мог, не навлекая на себя гнев террористов, немногое сделать для своего несчастного брата. Это возбудило против него в литературных сферах жестокие и несправедливые нападки; в нескольких памфлетах, взваливая на него ответственность за казнь брата, называли последнего Авелем. Шенье выразил своё негодование по поводу этой клеветы в «Discours sur la calomnie». (1795 год).
В Совете пятисот Шенье отстаивал закон об амнистии (13 фрюктидора IV года), об обучении живым языкам, о свободе театров и др.
После 18 брюмера он вошёл в состав трибуната, где выступил против законопроекта о гражданской смерти (1 января 1802 года). Считая Наполеона спасителем Франции, Шенье написал пьесу «Cyrus» (1804), полную лестных намеков по адресу Наполеона. Пьеса, однако, успеха не имела.
Следующее и одно из лучших произведений Шенье — трагедия «Tibère» (напечатана лишь в 1819 году) была воспрещена Наполеоном, которому её читал Тальма. После этого отношения Наполеона к Шенье сделались очень холодными; Шенье был удален от должности инспектора центральных школ, под предлогом антирелигиозного направления его сатиры «Epître à Voltaire». Болезнь и материальная нужда заставили Шенье обратиться к великодушию императора, и Наполеон назначил ему единовременно пособие в 6000 франков и пенсию в 8000 франков.
Последним трудом Шенье были его интересные лекции о французской литературе в Атенее (1806—1807 годы), изданные под заглавием «Tableau historique de l'état et des progrès de la littérature française depuis 1789» (1816 год и много раз позже).
Шенье был членом Национального (впоследствии Французского) института с самого его основания. Преемником его был избран Шатобриан. Положение последнего, который по обычаю должен был произнести во французской академии хвалебное слово о Шенье, оказалось очень щекотливым. Не говоря уже о том, что Шатобриану приходилось восхвалять вольтерьянца и республиканца, Шенье в своей сатире «Les nouveaux saints» (1801) прямо задевал католицизм Шатобриана. Составленная Шатобрианом речь о Шенье не была допущена к произнесению.
В 1823 году были изданы «Oeuvres» Шенье, в 1824—1826 годах — «Oeuvres anciennes et posthumes», в 1844 году — «Poésies» (собрание его од, элегий, сатир, посланий и эпиграмм).